# Armande de Polignac
Pour les articles homonymes, voir Polignac.
Marie Armande Mathilde de Polignac, comtesse de Chabannes-La Palice, née le 8 janvier 1876 à Paris 16e et morte le 29 avril 1962 à Neauphle-le-Vieux (Yvelines), est une compositrice, instrumentiste, cheffe d'orchestre et critique française. 
D'une solide formation musicale, Armande de Polignac fait partie des premières femmes à avoir dirigé des orchestres, aux côtés notamment de ses collègues compositrices Cécile Chaminade, Augusta Holmès, Juliette Folville et Nadia Boulanger.

## Biographie
Née en 1876,, Armande de Polignac est l'unique fille issue du premier mariage de Camille de Polignac et de Marie Adolphine Langenberger. Dès sa prime jeunesse, Armande de Polignac se passionne pour les langues étrangères dont elle parle une douzaine et cultive depuis toujours une attirance et un goût prononcé pour la création musicale.
Elle commence ses leçons d'harmonie à Londres. Puis elle travaille la composition à Paris sous la direction de Gabriel Fauré, de Eugène Gigout et de Vincent d'Indy à la Schola Cantorum de Paris. D'Indy lui donne également des cours de direction d'orchestre et elle joue l'alto dans l'orchestre de la Schola.
Elle se marie en 1895 avec le comte Alfred de Chabannes La Palice, mélomane et chanteur amateur. Une seule fille, Hedwige, naît de cette union. Jusqu'à la perte de son patrimoine, intervenue dans les années 1930, elle se consacre à sa passion. Sa fille indique : « Elle avait voué sa vie à la musique, travaillait avec régularité, sacrifiait les plaisirs et le monde ».
Elle apporte son soutien à Edgar Varèse qu'elle a connu à la Schola Cantorum en récoltant des fonds en 1915 pour lui afin qu'il puisse aller aux États-Unis.
À partir de sa fondation en 1905, Armande de Polignac devient collaboratrice de la revue du Mercure musical fondée par Louis Laloy où collaborent dès les débuts Claude Debussy, Romain Rolland, Jean Marnold, et Willy, et où elle donne comme critique plusieurs articles sous le titre « Pensées d'Ailleurs ».
En 1920, elle compose son cycle de huit mélodies sur des poèmes chinois traduits par Franz Toussaint, La Flûte de Jade et un court recueil L'Amour fardé. Elle met en musique un texte de Lucie Delarue-Mardrus et publie des mélodies sur des poèmes de Melchior Polignac, Edouard Guyot, Louis Longepierre, Robert d'Humières, Georges de Dubor, , etc. Avec Willy, elle écrit des mélodies comme Café Maure, Chemin de Mihaïl, Le Dernier Menuet du Roy, Nuit à Capri, Poème, Pastel et Soir de Jardin. Elle fait, aussi, plusieurs adaptations sur des poèmes de Françoise d'Antoine : Le Vieux clavecin, Printemps morts, Mélancolie et Berceuse.
Sa musique pianistique est aussi importante : Danses Brèves orchestrées et dirigées par elle en concert, Six Préludes, Toccata dédiée à Ricardo Viñes, Berceuse, Échappée, Pluie, Carillon, Dans le steppe et Bazar d'orient, un nocturne pour harpe (1912) et la Petite Suite pour clavecin (1939) dédiée à Marcelle de Lacour. Elle est l'auteur de trois quatuors à cordes, deux sonates pour violon et piano, un quintette avec piano dédié à Louis Laloy (19 février 1918), deux pièces pour quintette à vent et diverses pièces pour flûte et piano, violon et piano ou violoncelle et piano.
Elle présente six fois des œuvres à la Société musicale indépendante entre 1911 et 1922. Maurice Ravel montre un certain intérêt pour sa musique.
Son catalogue comprend également une quinzaine de pièces symphoniques, une dizaine de pièces apparentées à de la musique légère, une ouverture Lear, Salomé, un poème symphonique. Dans le domaine de l'opéra et des ballets, il faut citer : La Petite Sirène (Nice, 5 mars 1907), Les Roses de Califes (Paris, 1909), le ballet arabe Les Mille et Une Nuits (Paris, 1914), un ballet japonais Urashima La Source Lointaine et le ballet Les Chinois.
Elle compose Judith de Béthulie, scène dramatique inédite chantée par Felia Litvinne à l'Opéra de Paris en mars 1916. En 1930, à la suite d'une maladie, elle cesse de composer et de promouvoir ses créations.
Armande de Polignac meurt en 1962 à  Neauphle-le-Vieux,. Elle est enterrée au cimetière de ce bourg, dans la chapelle funéraire de Casimir de Rochechouart de Mortemart, arrière-grand-père de son mari.

## Œuvres

### Musique pour piano
- Prélude en mi (1901)
- Barcarolle (1901)
- Danses mièvres (1902)
- Pluie (1905)
- Berceuse (1906)
- Nocturne (1907)
- Miroitement (1907)
- Ballade (1912)
- Danse persane (1923)

### Musique de chambre
- Sonate pour violon et piano (1902)
- Sonate en si , pour piano et violon (1910)
- Nocturne, pour harpe (1912)
- Danse égyptienne, pour violon et piano (1913)
- Quintette pour deux violons alto, violoncelle et piano (1916)

### Musique symphonique
- Les Mille et une nuits, suite symphonique en trois parties (1913)

### Mélodies
- Au mois d'avril (1898), poème de Théophile Gautier
- Ne me regarde pas (1898)
- Café maure (1902), poème d'Henry Gauthier-Villars (Willy)
- Chanson de Mihaïl (1902), poème d'Henry Gauthier-Villars
- Chants dans la brume, poèmes d'André Germain
- Le Dernier Menuet du Roy (1902), poème d'Henry Gauthier-Villars
- Nuit à Capri (1902), poème d'Henry Gauthier-Villars
- Chanson (1903), poème d'Henry Gauthier-Villars
- Rêverie ! (1903), poème d'Henry Gauthier-Villars
- Adoration (1905), poème d'Édouard Guyot
- Jardin du roi (1905), poème de Robert d'Humières
- L'amour fardé, poèmes de Franz Toussaint
- Pastel ! (1905), poème d'Henry Gauthier-Villars
- Poème (1905)
- Rêverie, pour mezzo-soprano ou baryton et piano (1905), poème d'Henry Gauthier-Villars
- Soir au jardin (1906), poème d'Henry Gauthier-Villars
- Chanson espagnole (1908), poème de Louis Longepierre
- Deux mélodies, Plaintes d'amour (poème possiblement d'Henri IV) et Douleur (poème possiblement de Georges de Dubor d'après un poème anonyme) (1910)
- Chant d'amour, pour voix et piano (1911), poème de la compositrice
- La Flûte de jade (1922), textes de Franz Toussaint d'après Li Bai, Du Fu et autres poètes chinois
- Chant du soir, poème de Paul Fort.

### Drames et opéras
- La Petite Sirène, drame lyrique en 3 actes, poésie de Henry Gauthier-Villars (1908)
- Les Roses du calife, drame lyrique en 1 acte de Georges de Dubor (1909)
- Judith de Béthulée, scène dramatique (1916)

### Ballets
- Urashima (1900)

### Autres sources bibliographiques
- Florence Launay, Les Compositrices en France au XIXe siècle, Fayard, 2006  (ISBN 2213624585),
- Theodore Baker et Nicolas Slonimsky (trad. Marie-Stella Pâris, préf. Nicolas Slonimsky), Dictionnaire biographique des musiciens [« Baker's Biographical Dictionary of Musicians »], t. 3 : P-Z, Paris, Robert Laffont, coll. « Bouquins », 1995 (réimpr. 1905, 1919, 1940, 1958, 1978), 8e éd. (1re éd. 1900), 4 728 p. (ISBN 978-2-221-07778-8), p. 3 239

### Discographie
- Compositrices d'exception : Hélène de Montgeroult, Cécile Chaminade, Armande de Polignac, Blanche Selva & Melanie Bonis. Œuvres pour piano, interprétées par Laurent Martin. CD album - Label : Ligia Digital 01033441-19 (paru en septembre 2019)